# Nicholas Art
Nicholas Reese Art (* 13. Januar 1999 in Milford, Connecticut) ist ein US-amerikanischer Schauspieler und Kinderdarsteller.

## Leben und Karriere
Nicholas Art wurde am 13. Januar 1999 als Sohn von Richard und Sharon Art in der Hafenstadt Milford im US-Bundesstaat Connecticut geboren. Der im Laufe seiner Karriere auch oftmals als Darsteller in Werbespots diverser international bekannter Marken und Unternehmen eingesetzte Nicholas Art hatte seine ersten nennenswerten Auftritte im Jahre 2002 in der Seifenoper Springfield Story. Dort trat er ab Sommer 2002 in der Rolle des  Alan Cooper „Zach“ Spaulding in Erscheinung und löste dabei die beiden Zwillingsbrüder Connor und Keegan Sinclair ab, die davor von 1999 bis 2002 diese Rolle innehatten. In dieser Rolle war er schließlich bis 2008 in insgesamt 37 Episoden im Einsatz und wurde parallel auch für diverse andere Film- und Fernsehproduktionen gebucht. 2003 hatte er unter anderem einen Gastauftritt in einer Episode von Hope and Faith auf ABC und wurde im Spielfilm Hench at Home, den unter anderem Michael J. Fox produzierte, als Ty Hench eingesetzt.
Nach seiner Rolle als Riley Woodman, dem Sohn von Julie Woodman (gespielt von Amanda Peet) und Bryan Woodman (Matt Damon), im 2005 erschienen Politthriller Syriana, kam er im Jahre 2007 zu seinem Durchbruch, als er neben Scarlett Johansson in einer Hauptrolle als Grayer Addison X in Nanny Diaries zu sehen war. Im Anschluss an diese Filmpremiere war er auch zu Gast in diversen Talkshows, darunter in Entertainment Tonight oder in Late Night with Conan O’Brien und war bei den Young Artist Awards 2008 für einen Young Artist Award in der Kategorie „Bester Nebendarsteller in einem Spielfilm – zehn Jahre oder jünger“ nominiert, konnte sich in dieser Kategorie jedoch nicht gegen Micah Berry von Eine neue Chance durchsetzen. Aufgrund dieses Engagements wurde er in weiter Folge für weitere Projekte gebucht und hatte darunter eine wiederkehrende Rolle für fünf Episoden in der nur kurzlebigen ABC-Serie, in der er den Sohn von Zoe Burden (Frances O’Connor) darstellte. Die Serie wurde bereits nach einem Monat aufgrund geringer Zuschauerzahlen wieder eingestellt.
Nachdem er 2009 noch in einer wichtigen Nebenrolle im Filmdrama Taking Chance von Regisseur Ross Katz zu sehen war, wo er Nate Strobl, den Sohn von Lieutenant Colonel Mike Strobl (Kevin Bacon), darstellte, konnte er im Jahre 2010 im Kinofilm Knight and Day mit Tom Cruise und Cameron Diaz seinen letzten nennenswerten und namhaften Einsatz im Film- und Fernsehgeschäft verzeichnen.

## Nicholas Arts deutschsprachige Synchronsprecher
In den deutschsprachigen Synchronfassungen der Film- und Fernsehproduktionen seiner bisherigen Karriere hatte Nicholas Art keine Feststimme, sondern verschiedene Synchronsprecher. Während ihm  Maximilian Belle in Syriana die Stimme lieh, war seine deutsche Stimme in Nanny Diaries Joe Speckter, der Sohn von Benjamin Völz.

## Filmografie
Filmauftritte (auch Kurzauftritte)
- 2003: Hench at Home
- 2005: Syriana
- 2007: Nanny Diaries (The Nanny Diaries)
- 2009: Taking Chance
- 2010: Knight and Day

Serienauftritte (auch Gast- und Kurzauftritte)
- 2002–2008: Springfield Story (Guiding Light) (37 Episoden)
- 2003: Hope and Faith (Hope & Faith) (1 Episode)
- 2008: Cashmere Mafia (5 Episoden)

## Nominierungen
- 2008: Young Artist Award in der Kategorie „Bester Nebendarsteller in einem Spielfilm – zehn Jahre oder jünger“ für sein Engagement in Nanny Diaries[3]